# Mýtna
Mýtna (em húngaro: Vámosfalva) é um município da Eslováquia, situado no distrito de Lučenec, na região de Banská Bystrica. Tem 20,28 km² de área e sua população em 2018 foi estimada em 1.207 habitantes.

## Demografia
| Ano:        | 1994 | 2004   | 2014   | 2024   |
| ----------- | ---- | ------ | ------ | ------ |
| Broj ljudi: | 1240 | 1184   | 1188   | 1106   |
| Razlika:    |      | -4,51% | +0,33% | -6,90% |

| Ano:               | 2023 | 2024   |
| ------------------ | ---- | ------ |
| Número de pessoas: | 1122 | 1106   |
| Diferença:         |      | -1,42% |